# Città di Wanneroo
La città di Wanneroo è una delle 29 Local Government Areas che si trovano nell'area metropolitana di Perth, in Australia Occidentale. Essa si estende su di una superficie di 686 chilometri quadrati ed ha una popolazione di 134.847 abitanti.